# Lichefierea directă a cărbunelui
Lichefierea directă a cărbunelui, cunoscută și sub numele de procesul Bergius sau procesul Pott-Broche, este procesul chimic care transformă direct cărbunele într-un amestec de hidrocarburi lichide numit petrol sintetic. Există mai multe variante de procesare. Toate acestea coincid în prima fază: dizolvarea cărbunelui într-un dizolvent la mare presiune și temperatură la care se adaugă hidrogen pentru a realiza hidro-cracarea în prezența unui catalizator. Produsul obținut este un petrol sintetic ce necesită o rafinare, cu consum de hidrogen.
Nu trebuie să se confunde cu  lichefierea indirectă, care constă prima dată în generarea gazului sintetic și apoi este transformat în hidrocarburi lichide cu ajutorul reacției Fischer-Tropsch.

## Comparație între lichefierea directă și indirectă
- Lichefierea directă poate atinge un mai mare randament energetic (67% pentru procesul LSE) decât procesul indirect (puțin peste 50% pentru Sasol).
- Totuși, când se calculează randamentul la arderea produselor în motoare se observă că ambele procese au acelasi randament. Cu toate acestea combustibilii Fischer-Tropsch sunt de o calitate mai bună.
- Lichefierea indirectă a fost folosită industrial de Sasol începând cu anii 1950 și până în actualitate. Lichefierea directă nu are nici un exemplu actual de platformă industrială. Ultima platformă pentru lichefiere directă a funcționat până în 1940.
- Produsele din lichefierea directă sunt foarte aromatice, ceea ce le face puțin utilizabile drept combustibil pentru motoare la autovehicule.
- Motorina provenită prin procesul indirect, din contra, are avantajul de a fi foarte parafinică, având un înalt indice de ceton (hexadecan). Benzina Fischer-Tropsch, este oleofinică și de asemenea este adecvată pentru motoare, limitându-se doar în industria petrochimică.
- Atât produsele din lichefierea directă cât și cele Fischer-Tropsch au nevoie de o etapă de hidrotratament pentru a-și mări calitatea la nivele comerciale.  Lichefierea directă are un consum de hidrogen mult mai mare, totuși calitatea produselor este mai slabă.
- Gasificarea permite separarea foarte ușoară a CO2 generat. Acest lucru poate face posibilă captarea acestui gaz, făcând compatibil procesul cu Protocolul de la Kyoto pentru reducerea emisiilor de gaze cu efect de seră. Lichefierea directă nu permite captarea CO2 nici măcar teoretic.

## Istoria

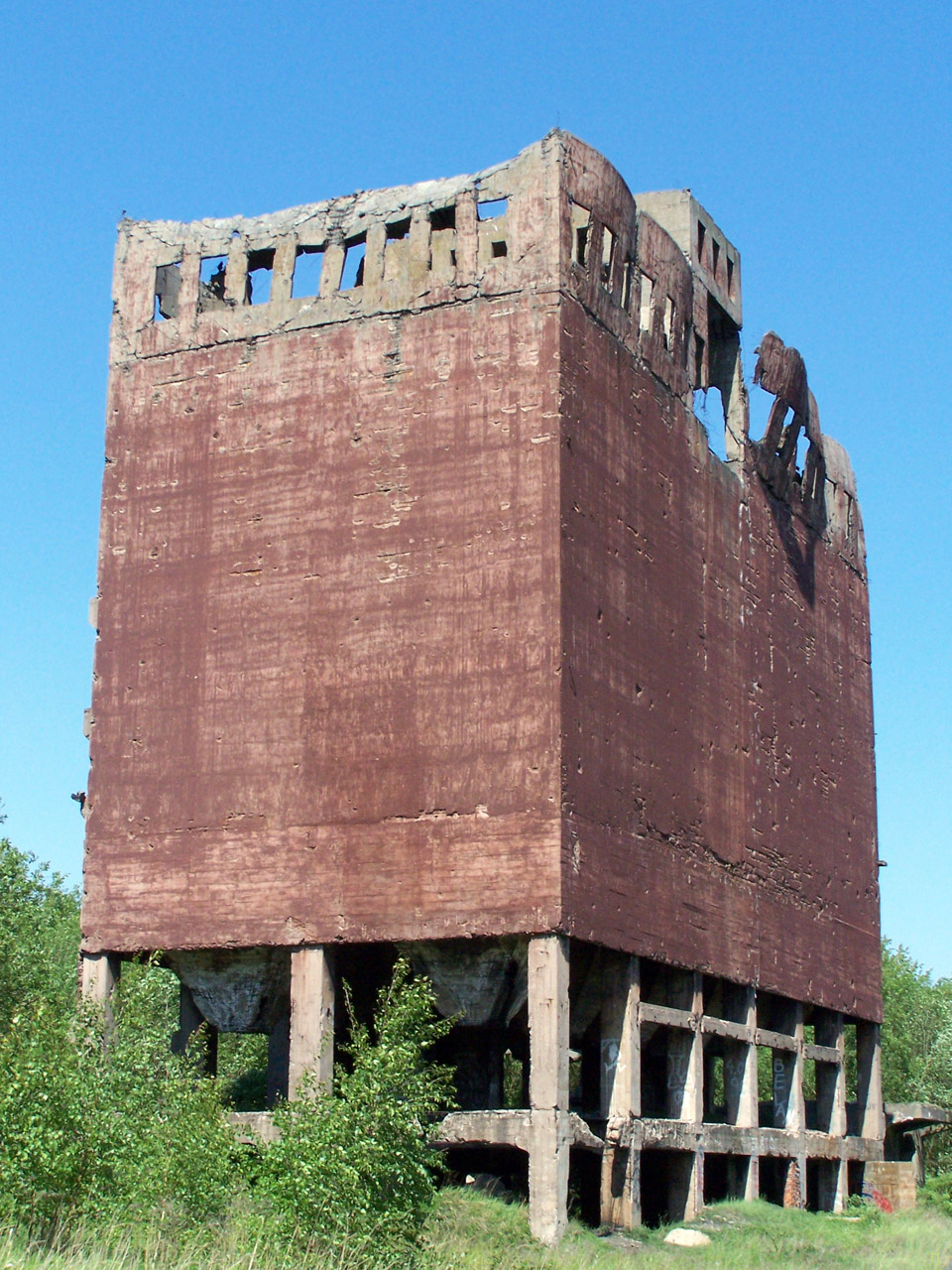
Ruinele unui elevator de cărbune intr-o platformă de benzină sintetica din al doilea război mondial (Polonia)

Primul în patentarea lichefierii directe a cărbunelui a fost germanul Friedrich Bergius în 1913. Acest proces de pionierat nu includea nici hidrogenul, nici vreun catalizator și a fost industrializat în anii 1920 în Germania și în anii 1930 în Marea Britanie. În timpul celui de Al doilea Război Mondial a fost folosit la scară industrială, ajungându-se ca în 1944 să fie utilizat pentru producerea celei mai mare părți a combustibilului forțelor de război germane.
După terminarea războiului, platformele care nu au fost distruse de bombardamentele aliate au fost demontate datorită invadării pieței de petrol ieftin din Orient.
De atunci până acum s-au realizat multe lucrări de cercetare și dezvoltare, cum ar fi incorporarea hidro-cracării catalitice în proces. Totuși nici o platformă industrială de lichefiere directă nu a mai fost construită până azi (2006).
Pentru 2008 este prevăzut să se inaugureze platforma de lichefiere directă din Shenhua, Mongolia Interioară (China), a cărei capacitate este de un milion de tone pe an, produse finale fiind (motorină, benzină și GPL).